# Thomas Newcomen
Thomas Newcomen ([ˈnjuːkʌmən]; * 26. Februar 1663 in Dartmouth; † 5. August 1729 in London) war ein englischer Erfinder.

## Leben

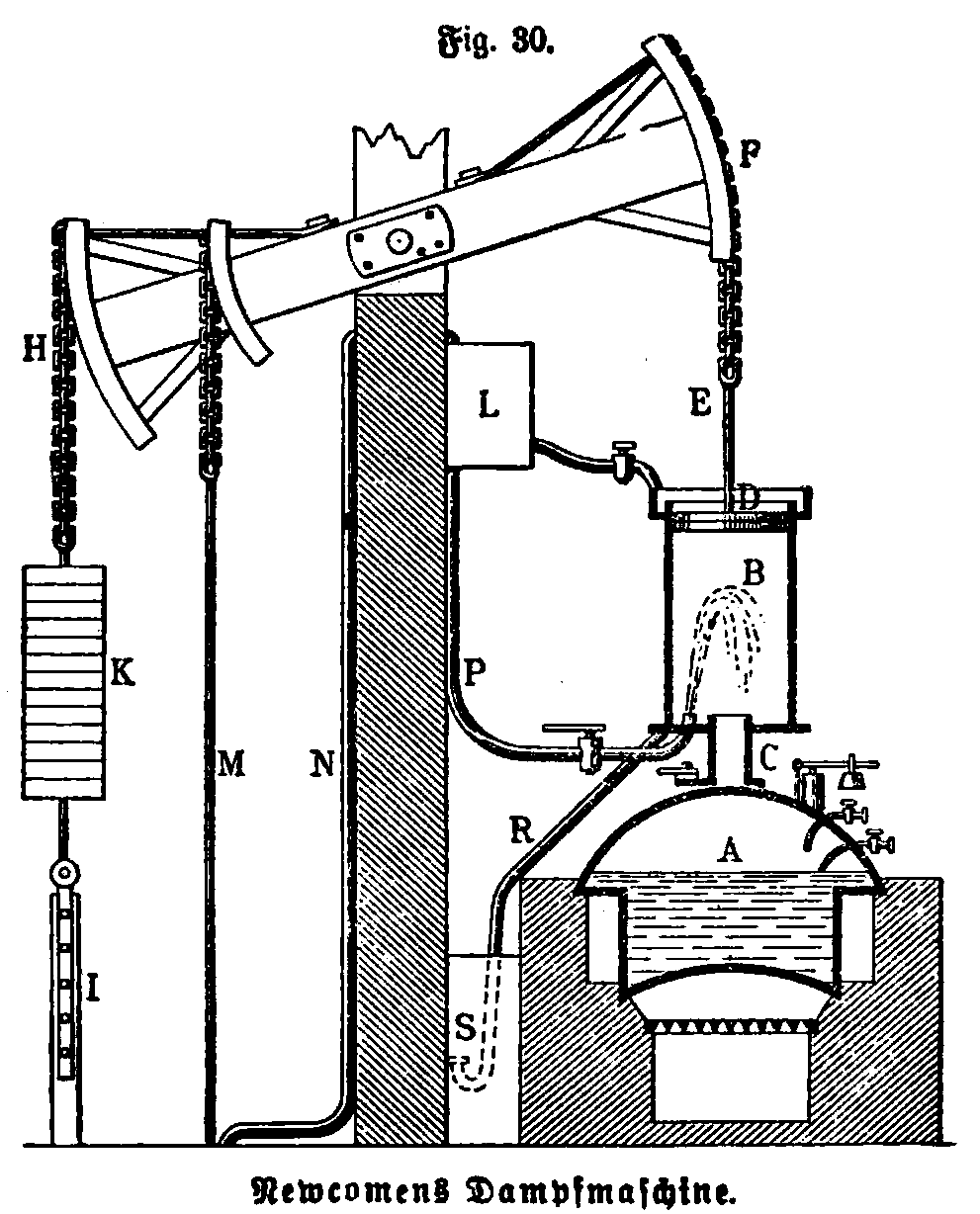
Prinzipzeichnung der Newcomenschen Dampfmaschine

Animation der Newcomenschen Dampfmaschine
(Blau: Wasser, Rosa: Dampf)

Newcomen war Schmied und Eisenwarenhändler und hatte einige große Bergwerksgesellschaften als Kunden. Durch das Vorstoßen dieser Bergwerke in immer größere Tiefen ergab sich die Notwendigkeit, effiziente Maschinen zum Abpumpen des eindringenden Grundwassers zu konstruieren.
In zehnjähriger Arbeit erfand Newcomen die atmosphärische Dampfmaschine zur Wasserhaltung in Bergwerken, die der Dampfmaschine von Thomas Savery deutlich überlegen war. Da aber Savery ein weitreichendes Patent auf seine Erfindung hatte, konnte Newcomen seine Maschine nicht patentieren lassen. Deshalb schloss er sich mit Savery zu einer Partnerschaft zusammen.
Seine Maschine nutzte eine Wassereinspritzung, um den Wasserdampf im Zylinder zu kühlen und damit kondensieren zu lassen. Dadurch entstand im Zylinderraum ein Unterdruck, so dass der von außen auf den Kolben wirkende Luftdruck bzw. der Normaldruck der Außenluft diesen wieder in den Zylinder hinein schob. Die bis dahin üblichen Maschinen warteten für die Kondensation einfach, bis der Volumeninhalt im Zylinderraum über das Material des Kolbens und den Zylinder als Wärmeleiter – durch die kältere Außenluft bedingt – von selbst wieder abkühlte – Newcomens Erfindung ermöglichte also deutlich höhere Kolbentakte.
Die erste Newcomen-Maschine wurde 1712 in einem Kohlebergwerk in Staffordshire installiert. Sie wirkte ohne Kurbelwelle und Schwungrad über einen Balancier auf die anzutreibenden Pumpen. Die Verbindung zwischen dem Kolben und dem Balancier wurde über eine Kette realisiert. Der Wirkungsgrad der Maschine lag bei nur 0,5 Prozent. Trotzdem wurden die Dampfmaschinen von Newcomen erst gegen Ende des 18. Jahrhunderts durch die Dampfmaschinen von James Watt verdrängt.
Zu Beginn wurden die Ventile zum Einlassen des Dampfes in den Zylinder und zum Einspritzen des Kühlwassers mit Hand von einem Knaben bedient. Einer dieser Knaben, Humphrey Potter, der auch an einer solchen Maschine zum Öffnen und Schließen der Hähne angestellt war, kam (1712 oder 1713) – wohl aus Bequemlichkeit – um sich die Arbeit zu erleichtern (und weil er mit den anderen Jungen spielen wollte), auf die Idee, die Betätigung der Ventile durch den Gang der Maschine selbst besorgen zu lassen. Er verband in geeigneter Weise den auf- und nieder gehenden Balancier(balken) durch Schnüre mit den Hähnen und hatte damit, ohne sich dessen selbst bewusst zu sein, die Erfindung der selbsttätigen Steuerung gemacht.